# Jenn Rivell
Jennifer Sarah Marin „Jenn” Rivell (ur. 5 czerwca 1973) – amerykańska aktorka, były częsty gość w programie Viva la Bam emitowanym na kanale MTV. Jest także byłym członkiem CKY Crew. Rivell zagrała rolę Glauren w filmie Bama Margery pt. Haggard: The Movie (2003) oraz Crystal w Misdirected (2004).

## Życie prywatne
Urodziła się we Florence w stanie Alabama. Rivell po raz pierwszy spotkała Bama Margerę w 1988 roku w skateparku. Miała wtedy 15 lat, natomiast Bam miał wtedy 9 lat. W dniu swoich 30. urodzin, 5 czerwca 2003 roku, zaakceptowała oświadczyny Margery, jednak w kwietniu 2005 roku, po siedmiu latach bycia razem, Bam i Jenn rozstali się. Przed związkiem z Margerą, Rivell poślubiła Nate’a Mathessona. Mieli razem jedno dziecko. Jej córka Gabrielle „Elle” Mathesson urodziła się 20 września 1995 roku.

## Zarzuty Margery
W epizodzie programu Radio Bam z 22 maja 2006 (cotygodniowy program Margery na antenie radia Sirius Satellite Radio) twierdzono, że rozpad Bama i Jenn był bardzo burzliwy. Margera oskarżył Rivell o płacenie za zakupy jego kartą kredytową, próbę sprzedaży jego osobistych rzeczy oraz rozbicie Audi S4, które jej podarował i przeniósł akt własności na nią. Margera twierdził, że Rivell zniszczyła samochód podczas jazdy pod wpływem alkoholu ze swoim chłopakiem i uciekła z miejsca wypadku. Rivell wtedy rzekomo przeniosła akt własności z powrotem na Bama, umieściła starą tablicę rejestracyjną w samochodzie i powiedziała policji, że to Margera jest winny.
W epizodzie z 31 lipca 2006 ujawniono więcej informacji na temat rozpadu związku Margery i Rivell. Bam powiedział, że Jenn zdemolowała jego pokój do edycji z powodu domniemanej afery z aktorką/piosenkarką Jessicą Simpson. Margera początkowo zaprzeczał zarzutom, lecz później przyznał, że miał z nią „bliski (intymny)” stosunek.
3 listopada 2006 roku, Margera złożył wniosek o „Ochronę przed nadużyciami” w stosunku do Rivell po tym, jak rzekomo 17 października 2006 roku włamała się do jego domu. Wniosek został odrzucony, ale Rivell i Margera doszli do porozumienia poza sądem, na mocy którego Jenn ma zakaz przebywania na terenie rezydencji Bama.
W programie Howard Stern Show emitowanym 30 stycznia 2007 roku, Margera powiedział Sternowi, że on i Jenn wdali się wcześniej w bójkę na pięści, która zakończyła się zepchnięciem go z balkonu przez Rivell.